# バイラル・マーケティング
バイラル・マーケティング（英: Viral marketing）とは、口コミを利用し、低コストで顧客の獲得を図るマーケティング手法である。情報の広まり方がウイルスの感染に似ることから、「ウイルス性の」という意味の「バイラル」の名を冠している。

## 概要
バイラル・マーケティングという用語は、この手法でHotmail（1997年にマイクロソフトに買収された）が急成長したことで用いられるようになった。Hotmailは、電子メールの下に「P.S. Hotmailで無料電子メールを入手しよう」というメッセージが付け加えられており、これによって送信者の意図に関わらず宣伝が行われる仕組みとなっていた。
パーミッション・マーケティングの提唱者であるセス・ゴーディンによれば、「バイラルマーケティングはアイディアバイルスの特殊ケースである。バイラルマーケティングは、バイルスを運ぶ媒体そのものが製品である形のアイディアバイルスなのだ。」と定義している。アイディアバイルスとは、バイラルマーケティングを成功させるために必要なブレイクしやすいメッセージを指す。口コミを人為的に発生させようとするものはバズ・マーケティングと呼ばれる。
バイラルマーケティングは口コミを利用するため、その広まりを企業が予測できず、効率的な宣伝にならない恐れもある。また、宣伝であることを隠して紹介された場合、消費者をだます行為だと批判されたり、国によっては違法となる。